# 32617 Tiegs
32617 Tiegs è un asteroide della fascia principale. Scoperto nel 2001, presenta un'orbita caratterizzata da un semiasse maggiore pari a 2,411600 UA e da un'eccentricità di 0,153575, inclinata di 7,006281° rispetto all'eclittica.